# Hoa hậu Hoàn vũ Singapore
Hoa hậu Hoàn vũ Singapore (trước đây được gọi là Hoa hậu Singapore) là cuộc thi sắc đẹp quốc gia được tổ chức tại Singapore nhằm lựa chọn đại diện cho Singapore để tham dự tại cuộc thi Hoa hậu Hoàn vũ.

## Danh sách Hoa hậu và Á hậu
| Năm  | Hoa hậu              | Á hậu 1                | Á hậu 2                  | Á hậu 3         |
| ---- | -------------------- | ---------------------- | ------------------------ | --------------- |
| 2021 | Nandita Banna        | Kalynskye Adrian       | Lila Tan                 | Mardhiah Azizan |
| 2020 | Bernadette Belle Ong | Không                  | Không                    |                 |
| 2019 | Mohana Prabha        | Laranya Kumar          | Cheryl Caralipio Iloilo  |                 |
| 2018 | Zahra Khanum         | Tiong Jia En           | Jaslyn Tan               |                 |
| 2017 | Manuela Bruntraeger  | Rudihra Ramathas       | Emilbiany Nenggal Intong |                 |
| 2016 | Cheryl Chou          | Tanisha Khan           | Sonya Branson            |                 |
| 2015 | Lisa Marie White     | Lia Angela Laksono Lim | Shantelle Tan            |                 |
| 2014 | Rathi Menon          | Arrian North           | Ijechi Nwaozuzu          |                 |
| 2013 | Shi Lim              | Cheryl Desiree Chan    | Cordelia Low             |                 |
| 2012 | Lynn Tan             | Nowreen Khan           | Louissa Thomas           |                 |
| 2011 | Valerie Lim          | Amanda Leong           | Shn Juay                 |                 |
| 2010 | Tania Lim Kim Suan   | Annabel Tan            | Raine Ng                 |                 |
| 2009 | Rachel Janice Kum    | Iman-April Wang        | Cheryl Gabrielle Wee     |                 |

## Đại diện Singapore tại Hoa hậu Hoàn vũ gần đây
- : Chiến thắng
- : Lọt vào Chung kết hoặc Á hậu
- : Lọt vào Bán kết hoặc Tứ kết

| Năm  | Đại diện             | Kết quả | Giải thưởng phụ |
| ---- | -------------------- | ------- | --------------- |
| 2021 | Nandita Banna        | Top 16  |                 |
| 2020 | Bernadette Belle Ong | Tham dự |                 |
| 2019 | Mohana Prabha        | Tham dự |                 |
| 2018 | Zahra Khanum         | Tham dự |                 |
| 2017 | Manuela Bruntraeger  | Tham dự |                 |
| 2016 | Cheryl Chou          | Tham dự |                 |
| 2015 | Lisa Marie White     | Tham dự |                 |
| 2014 | Rathi Menon          | Tham dự |                 |
| 2013 | Shi Lim              | Tham dự |                 |
| 2012 | Lynn Tan             | Tham dự |                 |
| 2011 | Valerie Lim          | Tham dự |                 |
| 2010 | Tania Lim Kim Suan   | Tham dự |                 |